# Cratere Bruegel
Bruegel è un cratere d'impatto presente sulla superficie di Mercurio, a 49,74° di latitudine nord e 109,61° di longitudine ovest. Il suo diametro è pari a 72 km.
Il cratere è stato battezzato dall'Unione Astronomica Internazionale in onore del pittore fiammingo Pieter Bruegel il Vecchio.